# Darren Rogers
Darren Rogers (ur. 19 grudnia 1993) – australijski judoka
Startował w Pucharze Świata w 2011 i 2012. Brązowy medalista mistrzostw Oceanii w 2012. Wicemistrz Australii w 2012 roku.